# 古川清行
古川 清行（ふるかわ きよゆき、1925年(大正14年) - ）は、日本の社会科教師。
東京生まれ。1950年東京文理科大学史学科卒業。東京学芸大学附属竹早小学校教諭、豊島区教育委員会指導主事、東京都教育委員会指導主事、72年東京都立教育研究所主任指導主事、80年東京都中央区立城東小学校校長。教育活性化センター代表。文部省学習指導要領「社会科」作成協力者、社会科指導書作成委員、道徳指導書作成委員。

## 著書
- 『日本の工業のあゆみ』国民図書刊行会 新全科社会科教室、1958
- 『社会科なぜなぜ教室』1〜6年 講談社、1959
- 『うつりかわり百科 2 産業と交通の発達』小峰書店 絵で学ぶ学級文庫、1960
- 『わたしたちの社会けんきゅう』あかね書房 目でみる学習文庫、1962
- 『社会科教材・基本的事項の精選と指導』明治図書出版、1969 小学校新教育課程の実践研究
- 『小学校歴史学習の系統的展開』明治図書出版、1970
- 『歴史なぜなぜ教室』1年-6年 講談社、1971
- 『歴史学習の基本と実践 人物・文化遺産を中心として』東京書籍、1980 東書TMシリーズ
- 『人物と文化遺産で語る日本の歴史 ジュニア版』全8巻別巻 みずうみ書房、1981-83
- 『スーパー日本史』講談社、1991
- 『「新しい学力観」の具現化を目指した社会科指導の改善・変革への提言』東洋館出版社、1993
- 『小学校学年主任の役割と実務マニュアル』東洋館出版社、1996
- 『小学校研究主任の役割と実務マニュアル』東洋館出版社、1996
- 『絵と写真で学ぶ日本の歴史』全4巻 (2は共著）東洋館出版社、1999
- 『環境問題最前線』東洋館出版社、2001

### 共編著
- 『交通博物館』なぜなぜ学習漫画文庫社会科編4、わちさんぺい・漫画、古川清行・立案指導、集英社、1958[1]
- 『社会科教材研究の標準化』編 明治図書出版、1971 新教材研究シリーズ
- 『OHP社会科指導細案』柳下貞一共編 明治図書出版、1974
- 『社会科指導の基礎技術』小林信郎共編著 明治図書出版、1975
- 『小学校社会科の精選・集約 ゆとりある授業の創造をめざして』大嶋三男、小林信郎共編著 みずうみ書房、1976
- 『産業学習の基本と実践』新見謙太共編著 東京書籍、1980 東書TMシリーズ
- 『低学年社会科の基本と実践 観察・作業・表現活動を中心として』日高和美共編著 東京書籍、1980 東書TMシリーズ
- 『小学校社会科の新しい評価』編著 東京書籍、1982 東書TMシリーズ
- 『子どもが生きる授業 社会』1～6年 編著 小学館、1983-85
- 『小学校社会科学習指導の研究 4 (歴史学習の資料とその活用 原始・大和)』編著 東洋館出版社、1987
- 『日本歴史学習ファックス資料』みみ・麻利邑絵 小学館、1989 図解/教育技術実践シリーズ・ワイド版
- 『子どもが生き生き学ぶ社会科 主体的に考え、活動する力を育てる 小学校3年』田中久子共編著 東洋館出版社、1990
- 『子どもが生き生き学ぶ社会科 主体的に考え、活動する力を育てる 小学校4年』成田秀和共編著 東洋館出版社、1990
- 『子どもが生き生き学ぶ社会科 主体的に考え、活動する力を育てる 小学校6年』渡辺やす子共編著 東洋館出版社、1990
- 『子どもが生き生き学ぶ社会科 主体的に考え、活動する力を育てる 小学校5年』桑原利夫共編著 東洋館出版社、1991
- 『子どもの個性を見抜き・育てる 易学を現代の教育にどう活用するか』小林三剛共著 東洋館出版社、1993
- 『学級経営70のポイント 小学校学級担任必携 高学年』編著 東洋館出版社、1994
- 『しらべ学習に役立つ日本の歴史』全16巻、監修・著 小峰書店、1995-98
- 『小学校教務主任の役割と実務マニュアル』田中久子共著 東洋館出版社、1996
- 『小学校社会科日本の歴史ファックス資料』全3巻、編著 東洋館出版社、1997
- 『絵と写真で学ぶ日本の歴史 2  (飛鳥・奈良・平安時代編)』木宮知信共著 東洋館出版社、1999
- 『環境問題資料事典』全3巻 編著 東洋館出版社、1999

## 参考サイト
- 古川清行／著　読む日本の歴史　日本をつくった人びとと文化遺産　９　現代日本の誕生と歩み〈戦後～昭和後期〉セブンネットショッピング 2022年10月閲覧